# Derde Minderbroedersklooster
Het Derde Minderbroedersklooster of Derde Franciscanenklooster was een klooster van de franciscanen in het centrum van de Nederlandse stad Maastricht. Het vanaf 1856 gebouwde en in 1971 gesloopte klooster lag achter de bebouwing aan de noordzijde van de Tongersestraat en de oostzijde van de Abtstraat. Tegenwoordig heet dit gebied Patersbaan. Slechts de poort aan het begin van de Patersbaan herinnert nog aan het klooster.

## Geschiedenis
De Maastrichtse franciscanen, wier klooster in 1796 door het Franse bestuur was opgeheven, vestigden zich in 1853 opnieuw in Maastricht. Ze konden echter geen recht doen gelden op hun vorige klooster en stichtten in dezelfde wijk een nieuw klooster. Op 29 november 1853 wijdde de deken van de Sint-Servaaskerk een kapel aan de Abtstraat in. In 1856 werd de eerste steen gelegd van het nieuwe klooster annex theologie-opleiding. Bij het klooster verrees een nieuwe neogotische kloosterkerk, gewijd aan Sint-Bonaventura. Deze kerk werd in 1859 ingezegend, maar kon pas in 1875 worden geconsacreerd. De oude kloosterkapel bleef gehandhaafd. In 1860 werd een door notaris Van Hees geschonken huis aan de Tongersestraat door de paters afgebroken om zodoende het klooster beter bereikbaar te maken. Bij de ingang van het nieuwe straatje, tegenwoordig Patersbaan genoemd, werd pas veel later de nog bestaande poort geplaatst.
Aan het klooster was een theologische opleiding verbonden. Veel franciscanen hielpen mee met de zielzorg in diverse Maastrichtse parochies, vooral in achterstandswijken zoals het Stokstraatkwartier, het Boschstraatkwartier, Nazareth en Malberg. Daarnaast waren de paters actief in het buurt- en jongerenwerk, vooral door middel van de in 1864 heropgerichte "derde orden". Deze lekenverenigingen voor mannen, vrouwen en jeugdigen beleefden hun grootste bloeiperiode in de jaren 1930 met meer dan duizend leden. Bekend was het patronaatsgebouw op het kloosterterrein, ook wel Derde-Ordegebouw genoemd, met een bibliotheek en een toneelzaal, de zogenoemde Kleine Comedie. Van 1875-85, op het hoogtepunt van de Kulturkampf, verbleef de Keulse aartsbisschop Paul Melchers in het klooster. Na zijn vertrek werd de vleugel waarin hij had gewoond en waarvandaan hij het aartsbisdom had bestuurd, "het Vaticaan" genoemd. Tijdens de Duitse bezetting werd een groot deel van het klooster door de Duitsers in beslag genomen en als uitbreiding van de bestaande gevangenis in het Tweede Minderbroedersklooster gebruikt.
Omdat de kloostergemeenschap te klein werd, werden kerk en klooster in 1970 verkocht aan aannemer Melchior voor 1 miljoen gulden. Een jaar later werden de kloostergebouwen, de kerk en de oude kapel gesloopt. De overgebleven paters vormden van 1971-1980 een communauteit in de Capucijnenstraat. Het Derde-Ordegebouw werd na het vertrek van de franciscanen nog enige tijd als fitnesscentrum en feestlocatie gebruikt. In 1988 werd het gebouw na een brand voor sloop verkocht.

## Beschrijving

### Klooster
Het Derde Minderbroedersklooster bestond uit een min of meer carrévorming kloostercomplex, dat direct ten westen van het nog bestaande Tweede Minderbroedersklooster lag. De oostelijke vleugel, die buiten het vierkant uitstak, werd gevormd door de forse kloosterkerk. De westelijke vleugel stak, door latere aanbouwen, eveneens aan beide zijden buiten het vierkant uit. De zuidelijke aanbouw vormde de oostelijke straatwand van de Patersbaan. Aansluitend lag, enigszins gedraaid, het patronaatsgebouw uit 1934. Aan de noordzijde van het complex, grenzend aan de tuin van de Zusters Onder de Bogen, lagen moestuinen en fruitboomgaarden.
De kloostervleugels telden aanvankelijk twee, later drie verdiepingen met ruime zolders onder het hoog opgaande dak. De spitsboogvensters op de benedenverdieping waren versierd met eenvoudig maaswerk in het boogveld. Hierboven was een trapvormige lijstversiering aangebracht. Op de bovenverdiepingen ontbraken deze decoraties; op de eerste verdieping vulden rechthoekige ramen de spitsbogige spaarvelden. De later toegevoegde bovenverdieping en de overige aanbouwen waren onversierd. Het geheel was opgetrokken uit roodbruine baksteen met spaarzaam gebruik van natuurstenen accenten.

### Kapel en kloosterkerk
De oorspronkelijke kapel uit 1853 was een eenvoudige maar forse zaalkerk van baksteen met een zadeldak, die aansluitend aan een rij huizen achter de Abtstraat was gebouwd. Alleen enkele spitsboogvensters en een roosvenster in de noordelijke kopgevel onderscheidden de kapel van de omliggende bebouwing. De kapel, ook wel Aanbiddingskapel genoemd, werd in latere jaren als garage en opslagplaats gebruikt en in 1971 gesloopt.

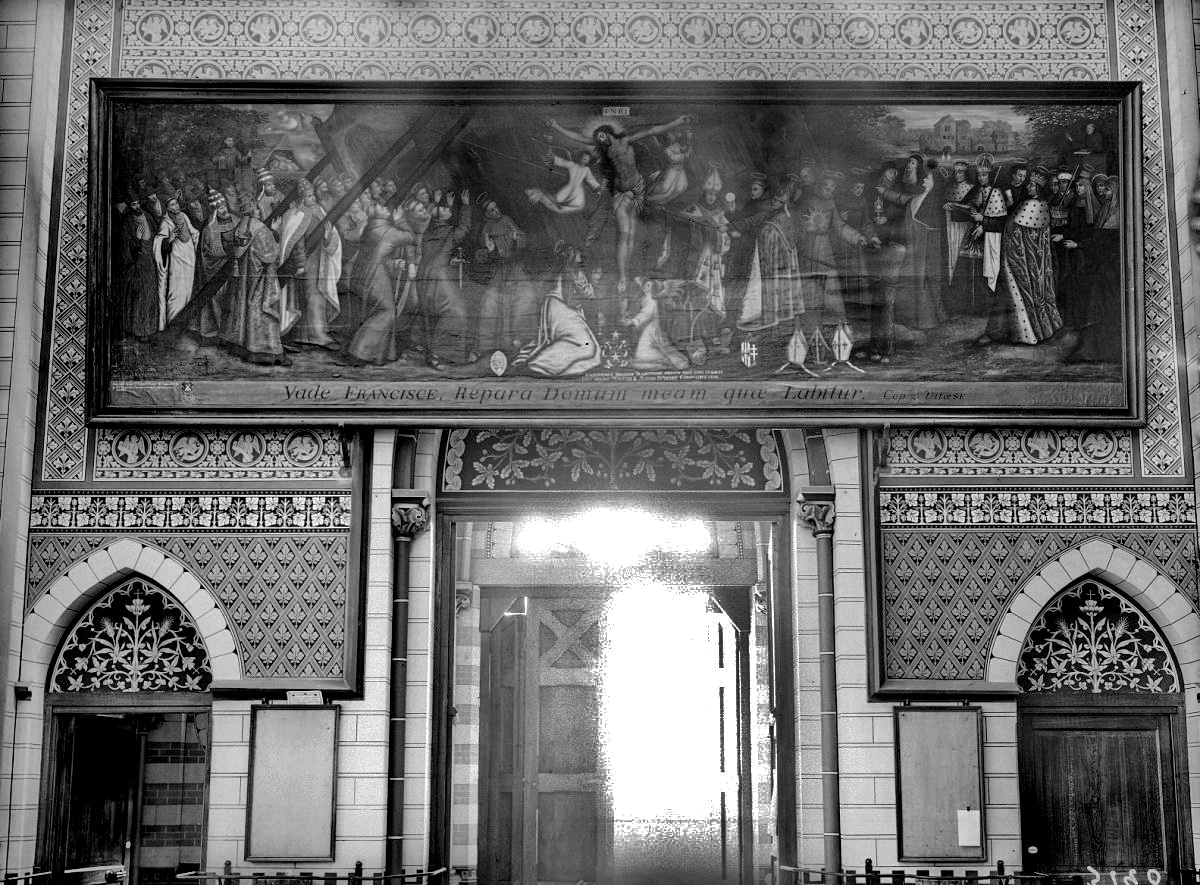
Neogotisch interieur van de kloosterkerk met 17e-eeuws schilderij boven hoofdingang

De enkele jaren later tot stand gekomen Sint-Bonaventurakerk was een grote, driebeukige kloosterkerk met tien of elf traveeën en een vijfzijdig gesloten koor. De kerk was, evenals de naastgelegen Tweede Franciscanenkerk en de Aanbiddingskapel, niet georiënteerd. Het langgerekte priesterkoor was naar het noorden gericht. Aan de zuidzijde was een gebeeldhouwd ingangsportaal in de vorm van een narthex aangebouwd, ter breedte van de middenbeuk. Boven het portaal bevond zich in de zuidgevel een groot spitsboogvenster met maaswerk. Zoals gebruikelijk bij kloosterkerken, bezat de kerk geen kerktoren maar een ranke dakruiter.
Het interieur moet dat van een typisch 19e-eeuwse kloosterkerk zijn geweest met kleurrijke wandschilderingen, gebrandschilderde ramen en een veelheid aan beelden en gebeeldhouwd meubilair. Opvallende elementen waren de rijk versierde altaren, de preekstoel met een uitbundig versierd klankbord en het gebeeldhouwde doksaal, bekroond door een calvariegroep. Het doksaal scheidde de gelovigen in de kerk van de monniken in de koorbanken. Het werd omstreeks 1935 afgebroken. Boven de ingang van de kerk hing een groot (ca. 6,5 x 2 m) 17e-eeuws schilderij van Jan Snellinck met De droom van paus Honorius IV, een allegorie op de franciscaner orde. In de kerk bevonden zich diverse antieke heiligenbeelden, waarvan sommige afkomstig waren uit de twee oudere minderbroederskloosters of het Observantenklooster. Topstukken waren een 15e-eeuws Mariabeeld en twee kruisbeelden uit de 17e en 18e eeuw.

## Erfgoed

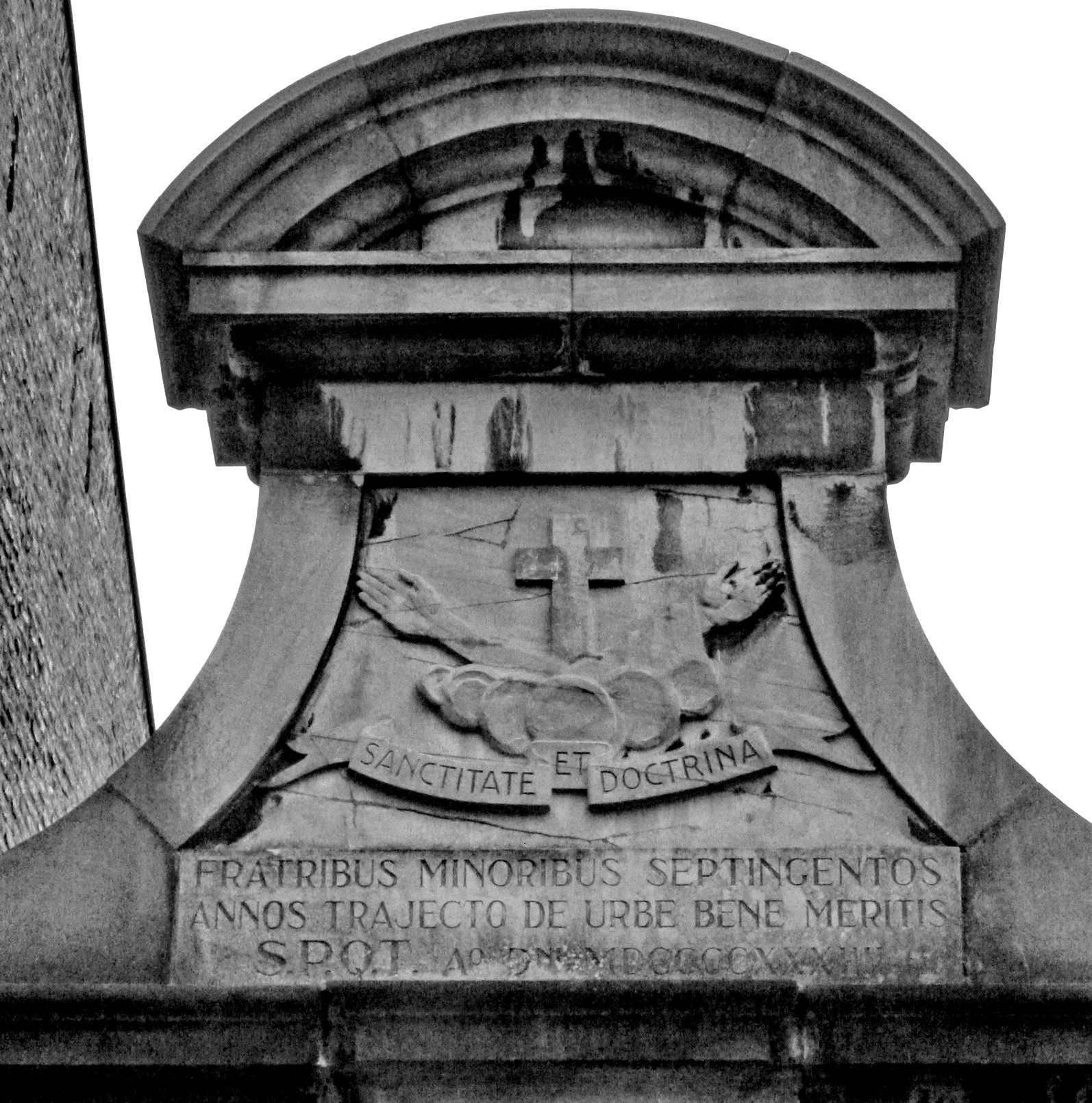
Detail toegangspoort Patersbaan

Van het interieur van de neogotische kloosterkerk zijn enkele onderdelen van de slopershamer gered. Het marmeren altaar werd overgebracht naar de Sint-Matthiaskerk, waar het nog steeds dienst doet als volksaltaar. De gesneden koorbanken met voorstellingen uit het leven van Sint-Franciscus, in 1898 vervaardigd door de firma Stoltefusz uit Roermond, werden na de restauratie van de Sint-Servaasbasiliek geplaatst op het priesterkoor van die kerk, op de plek waar eeuwenlang het koorgestoelte van de kanunniken had gestaan. Ter ondersteuning van de liturgie werd een klein orgel ingebouwd. Het orgel van de Sint-Bonaventurakerk en een beeld van Sint-Antonius van de Maastrichtse beeldhouwer Charles Vos verhuisden in 1970 naar de Antonius van Paduakerk in Maastricht-Oost, een kerk die in 2011 eveneens aan de slopershamer werd prijsgegeven. Het orgel bevindt zich thans in de Sint-Petrus' Stoel van Antiochiëkerk in Sittard. De verblijfplaats van de meeste schilderijen en beelden uit het bezit van de franciscanen is onbekend. Van de boekencollectie werd circa een derde (2596 delen) aangekocht door de Stadsbibliotheek Maastricht; de rest werd geveild.
Op de plek van het Derde Franciscanenklooster ligt nu de Patersbaan, waarvan de naam verwijst naar de paters minderbroeders, die hier bijna 120 jaar woonden en werkten. De poort aan de Tongersestraat bij het begin van de Patersbaan is geklasseerd als rijksmonument 27652. De poort zelf is 18e-eeuws, maar het bovenstuk met een reliëf van een kruis tussen twee geopende armen en een Latijns opschrift dateert uit 1934. Het is een geschenk van de stad ter gelegenheid van 700 jaar franciscanen in Maastricht. De poort werd bij die gelegenheid naar deze locatie verplaatst. Van het klooster zelf of van een van de bijgebouwen is mogelijk een hardstenen poortomlijsting bewaard gebleven, die in de entree van een appartementengebouw aan de Patersbaan is verwerkt.
De overleden franciscanen werden oorspronkelijk begraven op het Sint-Lambertuskerkhof bij de Sint-Lambertuskapel in Sint Pieter. In 1886 werd deze begraafplaats geruimd en werden de overblijfselen herbegraven op het kerkhof van de Kerk van Sint-Pieter boven, waar de paters een eigen afdeling kregen. Dit gedeelte is nog steeds in gebruik en te bezoeken. De graven zijn gemarkeerd met witte, stenen kruizen met zwarte naamplaatjes, die soms meerdere namen dragen. Een uit vier marmeren platen bestaand monument met een Tau-kruis herdenkt de paters waarvan het graf inmiddels geruimd is.

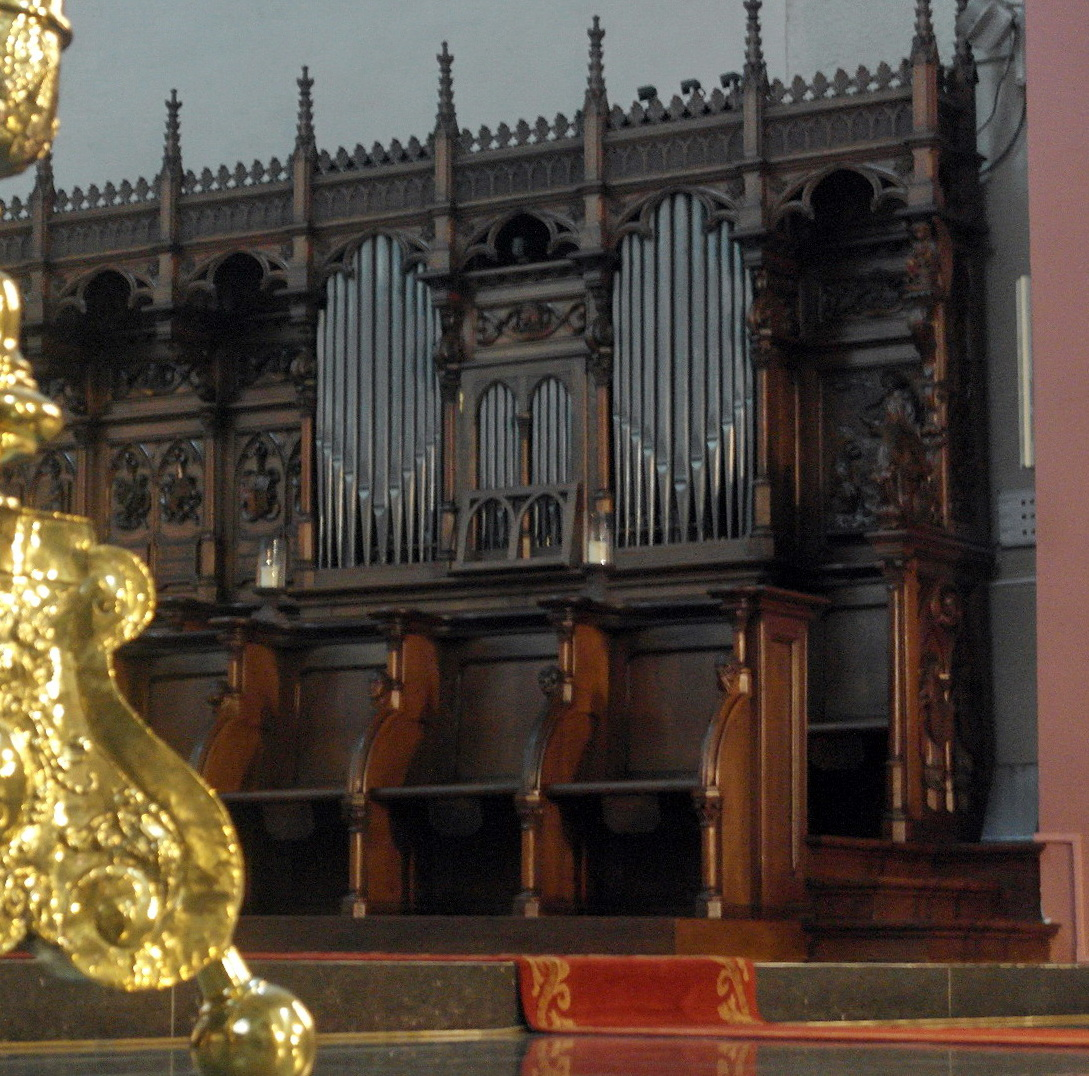
Koorgestoelte met ingebouwd orgel, Sint-Servaasbasiliek
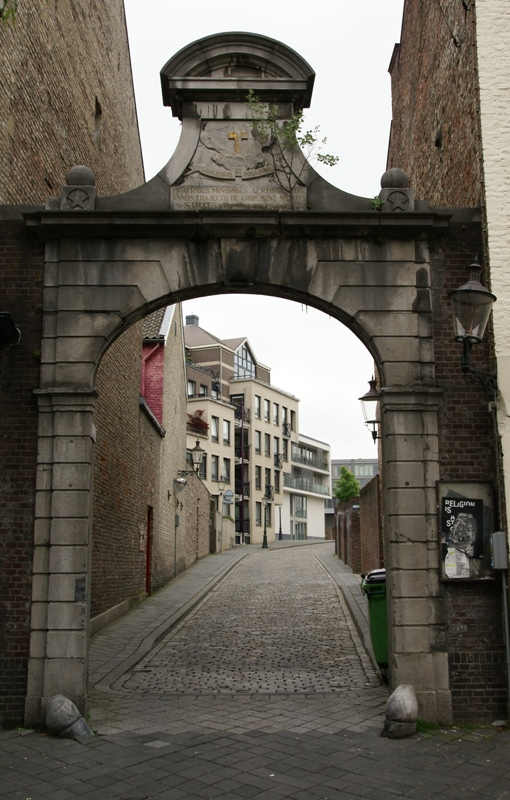
Toegangspoort aan de Tongersestraat
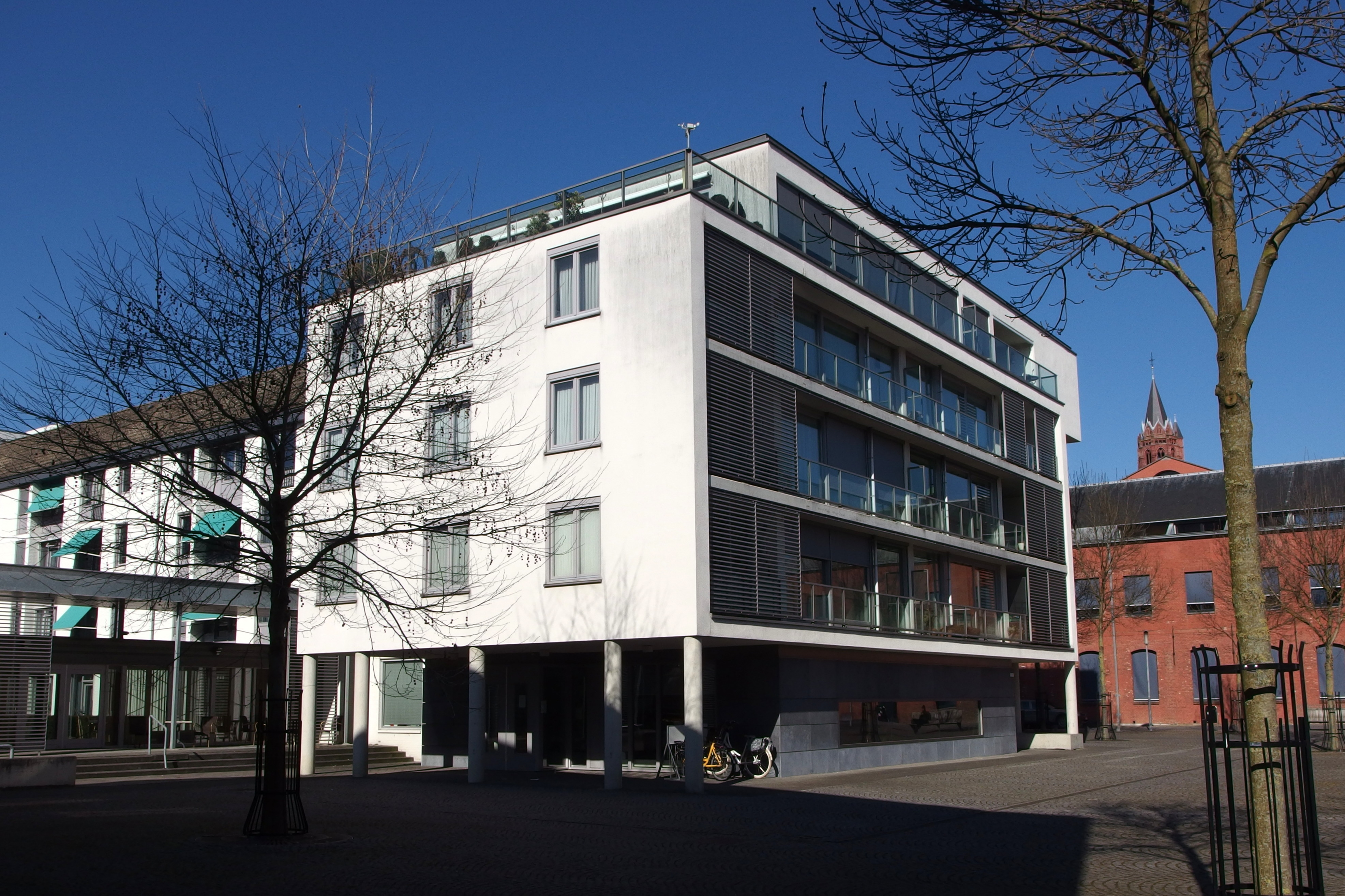
Gebouw op de plek van de kloosterkerk
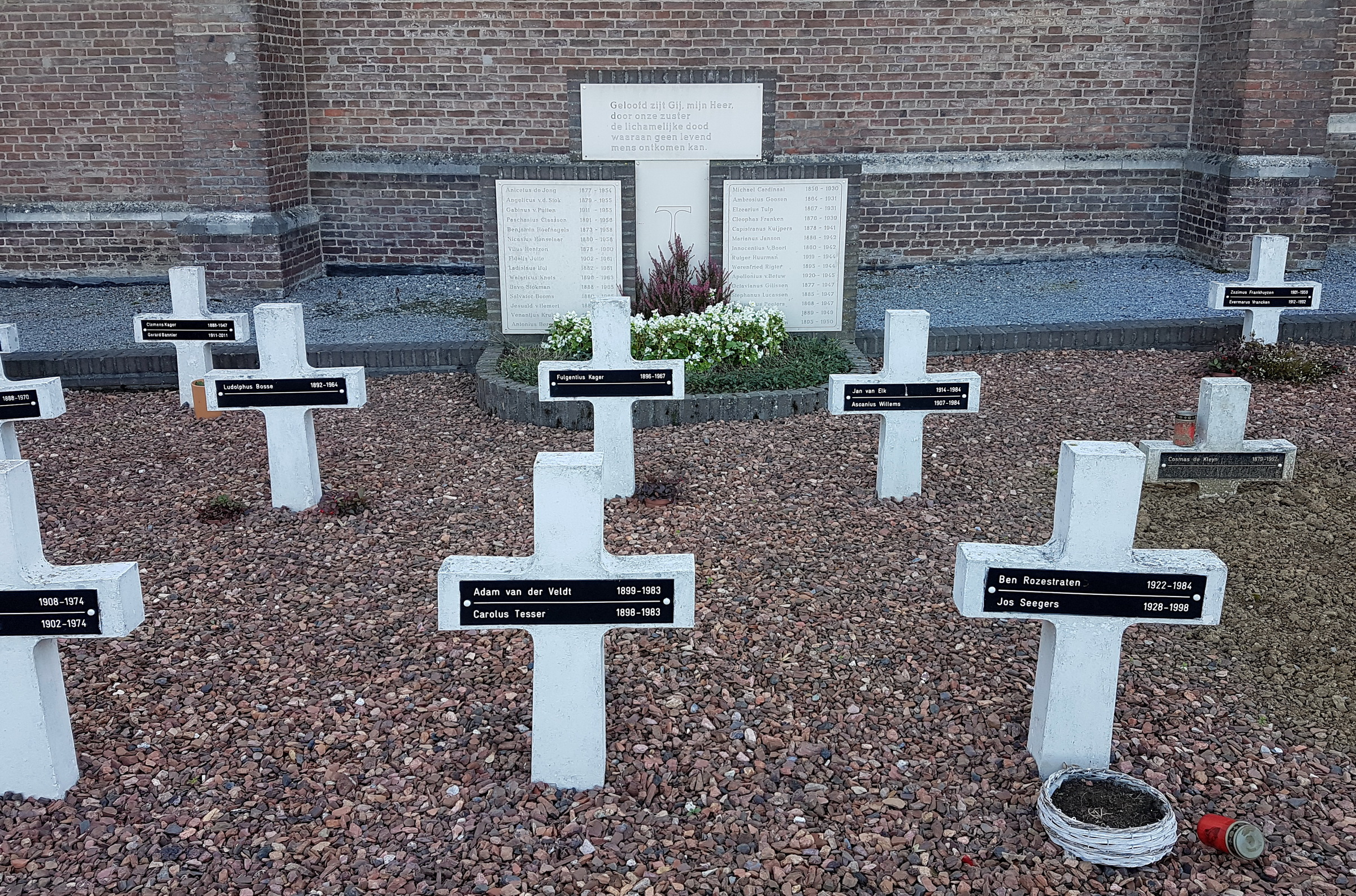
Franciscanengedeelte op begraafplaats Sint Pieter

## Kaart
Hieronder staat een kaart met links rood omlijnd het terrein van het Derde Minderbroedersklooster, rechts het Tweede Minderbroedersklooster.